# Blond & Brunettes
Blond & Brunettes ist ein US-amerikanischer Glamour-Pornofilm des Regisseurs Andrew Blake aus dem Jahr 2001, der dem Lesben-Genre zuzuordnen ist.

## Handlung
Der Film zeigt die Darstellerinnen bei unterschiedlichen Fetisch-Fantasien. Elemente sind Netzstrümpfe, Latexkleidung, Leder und Spanking. Der Film ist episodenhaft angelegt und besteht aus zwei Elementen, die immer wieder auftauchen und sich abwechseln. Einerseits die Soloauftritte von Anita Blond, die in grobkörnigem Schwarzweiß aufgenommen sind. Die anderen Darstellerinnen sind in einer spielfilmähnlichen Handlung zu sehen, in der aber kein Wort gesprochen wird. Die einzigen Worte kommen aus dem Off und stammen von der Darstellerin Aria. Sie erzählt, wie sie sich in die junge Gräfin verliebt hat, sich aber nicht traut, sich ihr hinzugeben. Später geschieht dies doch, nachdem sie sich zu einigen Spielchen bereitgefunden hat. Zu diesen Spielen gehört die Verführung durch die zwei Sklavinnen der Gräfin.

## Wissenswertes
Das Ambiente für die erotischen Szenen bilden die Palazzo, Villen und Landhäuser in und um die italienische Hauptstadt Rom. In einer Szene hat man durch das Fenster einen Ausblick auf das Pantheon. Der Film ist mit Elektro-Jazz-Musik unterlegt, u. a. mit Sopransaxophon. In einer Szene isst Anita Blonde Sushi von der nackten Haut Terri Summers.

## Auszeichnungen
- 2002: AVN Award Best Art Direction Film
- 2002: AVN Award Best Cinematography